# Огірковий суп
Огірковий суп (пол. zupa ogórkowa, або просто пол. ogórkowa) — польський традиційний суп з солоних, рідше свіжих, огірків. Також в суп додають коренеплоди: картопля, морква, корінь петрушки й інші. Може використовуватися м'ясний, курячий або овочевий бульйон, в останньому випадку страва буде вегетаріанською. Близький родич розсольника. Вживається як в гарячим, так і в холодним.